# Prescott Valley
Prescott Valley ist eine Town im US-Bundesstaat Arizona. Das U.S. Census Bureau hat bei der Volkszählung 2020 eine Einwohnerzahl von 46.785 ermittelt.
Das Stadtgebiet hat eine Fläche von 96,6 km².

## Einwohnerentwicklung
| Jahr | Einwohner¹ |
| ---- | ---------- |
| 1980 | 2.284      |
| 1990 | 8.858      |
| 2000 | 23.535     |
| 2010 | 38.822     |
| 2020 | 46.785     |

¹ 1980–2020: Volkszählungsergebnisse des US Census Bureau

## Verkehr
Der Ort liegt zwischen der Arizona State Route 69 und der Arizona State Route 89A.